# معدن من الفومارول

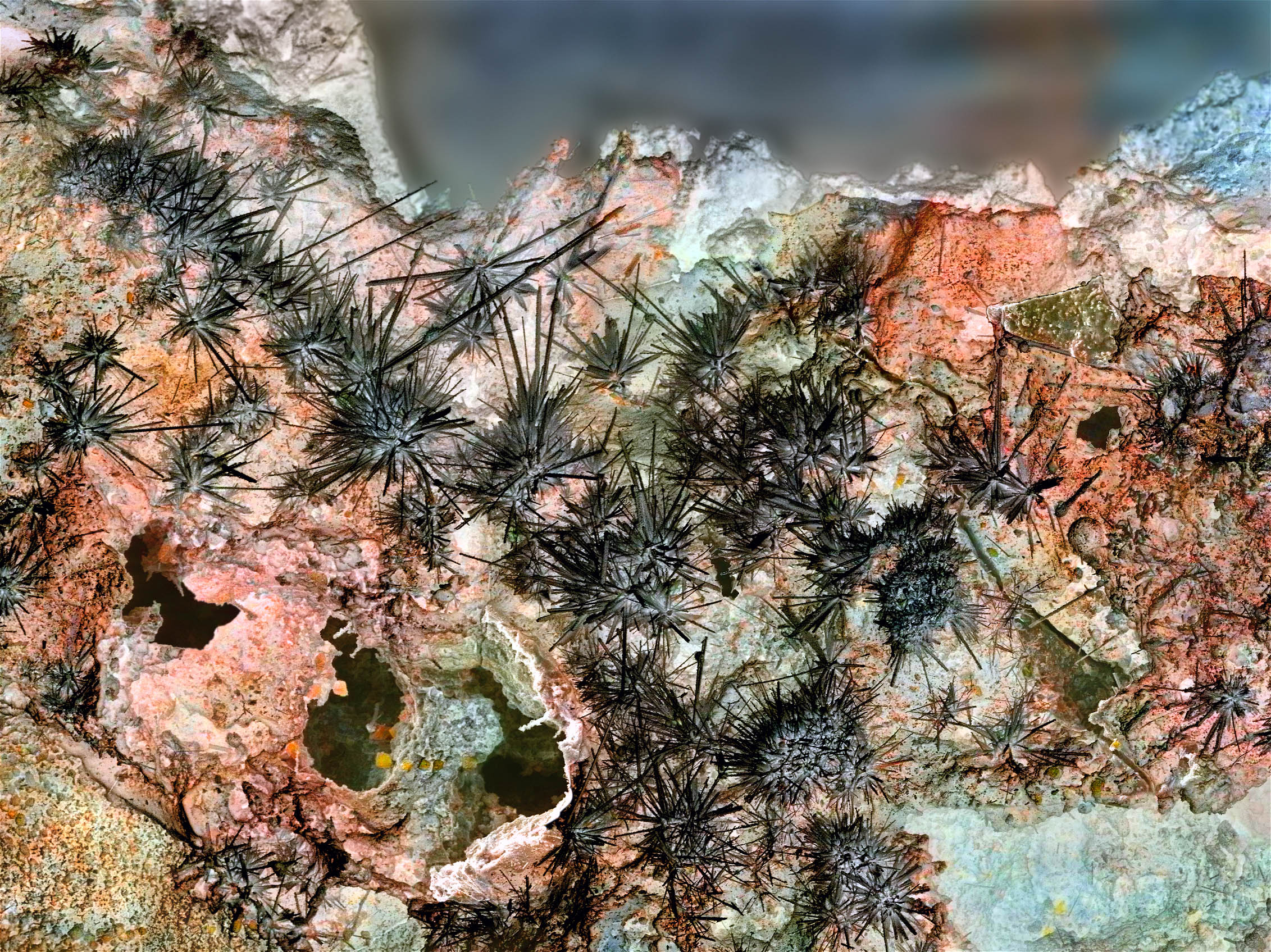
تكوين فومارول بلورات إبرية (سوداء) في موتنوفسكي، كامشاتكا. صورة مجهرية إلكترونية، حُسن لونها باستخدام المجهر الضوئي، ويوضح العرض: 700 ميكرون.

معادن الفومارول (بالإنجليزية: Fumarole minerals) هي معادن تترسب بفعل الانبعاثات الغازية من الشقوق البركانية (فومارول). تتكون عند ترسيب الغازات والمركبات أو تترسب من السوائل المتكثفة، لتشكل رواسب معدنية.
ترتبط غالبًا بالبراكين (كمتصاعدات بركانية) بعد ترسبها من الغازات البركانية أثناء ثوران أو الانبعاث من الفوهات البركانية، ويمكن أن توجد في رواسب الفحم المحترقة.
يمكن أن تكون سوداء اللون أو متعددة الألوان وغالبًا ما تكون غير مستقرة عند تعرضها للغلاف الجوي.
الكبريت الخام، هو معدن متسامي شائع، وتوجد في هذه البيئة العديد من الهاليدات والكبريتيدات والكبريتات المرتبطة بالفومارولات والثورات البركانية.
يعرف عدد من المعادن النادرة باسم معادن فومارولات، وقد تم اكتشاف ما لا يقل عن 240 من هذه المعادن معروفة من بركان تولباتشيك في كامشاتكا، روسيا.
كما تم اكتشاف معادن فومارولية معينة في براكين أخرى مثل؛ جزيرة البركان في إيطاليا، وبركان بيزيمياني في روسيا.

## الأصل والمظهر

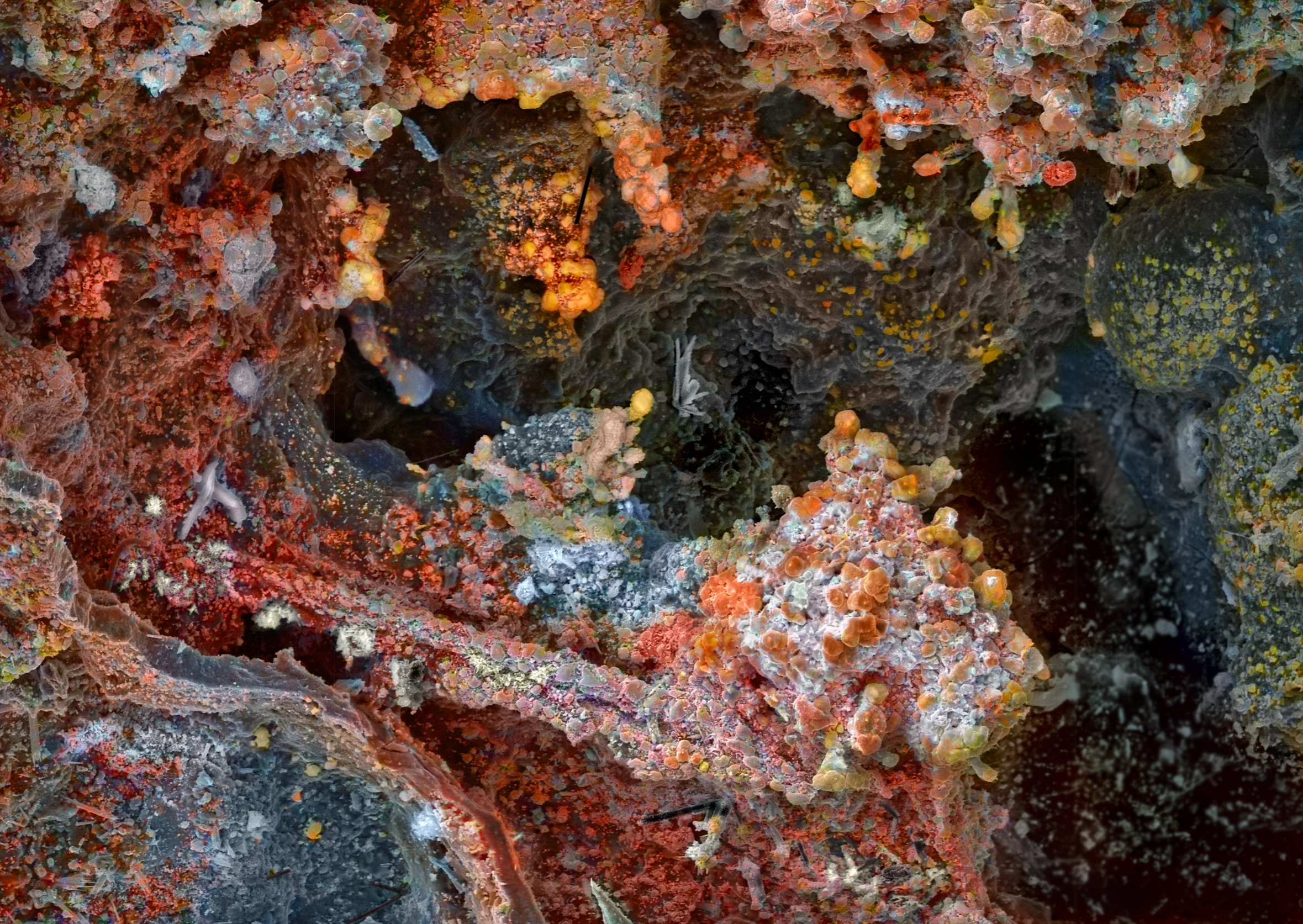
معادن الفومارول في صور المجهر الإلكتروني الماسح ، من بركان موتنوفسكي في كامشاتكا. صورة مجهرية إلكترونية، تم تحسين لونها باستخدام المجهر الضوئي، ويوضح العرض: 700 ميكرون.

في الفتحات البركانية، تتشكل المعادن إما عن طريق الترسيب من غازات الفتحات البركانية أو من خلال تفاعلات غازات الفتحات البركانية مع الصخور المحيطة. تُعرف الأولى باسم المتصاعدات والأخيرة باسم التكلسات.
قد تتكون بعض هذه الترسبات من خلال تفاعل بين متكثفات الفتحات البركانية السائلة والصخور المحيطة، ولا تتشكل دائمًا عن طريق الترسيب. قد تحدث دورات متكررة من الترسيب الأولي والترسيب الثانوي.
يمكن للغازات البركانية مثل كلوريد الهيدروجين وفلوريد الهيدروجين وثاني أكسيد الكبريت والماء نقل كميات كبيرة من العناصر، مما يساهم في الدورات الجيوكيميائية على السطح وتكوين رواسب الخام في الأعماق، وعندما تصل هذه الانبعاثات إلى الغلاف الجوي وتبرد، تميل معادنها إلى الترسيب.
تتشكل معادن الفومارول (على هيئة متصاعدات بركانية) بعد ترسبها من الغازات البركانية أثناء ثوران أو الانبعاث من الفتحة البركانية. تنتج حرائق الفحم حرارة كافية لإذابة الصخور جزئيًا وتوليد انبعاثات من المكونات المعدنية الموجودة في الفحم.
غالبًا ما ترسب حرائق الفحم معادن فومارولية على مساحات صغيرة تصل إلى بضعة أمتار مربعة، والتي تكشف بواسطة التصوير فوق الطيفي.
يمكن أن تؤدي حرائق الفحم إلى تحريك العناصر النادرة السامة. تم العثور على المعادن الفومارولية في فوهة جوسيف على المريخ، وفي عينة جلبت من القمر بواسطة المسبار تشانج إي 5.
استخدمت رواسب الفومارول لتحديد اضطرابات انتقال الحرارة وإعادة بناء عمليات تكون الخامات المعدنية.
غالبًا ما تكون انبعاثات الفومارول سوداء أو متعددة الألوان. ومكوناته المشتركة هي مركبات الكبريت وخام الكبريت. في وادي عشرة آلاف دخان في ألاسكا، تشكل معادن الفومارول قشورًا رقيقة في الفتحات، ومخاليط مع ترسبات التفرا. أما الترسبات في بركان تولباتشيك فتأخذ أشكالًا مثل: القشور والصفائح الصغيرة والكرات.
تتكون معادن الفومارول عادةً من الهاليدات والأكاسيد والكبريتات والكبريتيدات، يختلف التركيب الدقيق لها تبعًا لنوع البركان، والفتحات الفردية في البراكين، ودرجات الحرارة المختلفة لنفس الفتحة.
غالبًا ما تكون المعادن الفومارولية غير مستقرة وتتآكل أو تتحلل، في وادي عشرة آلاف دخان في ألاسكا استغرقت حتى تختفي أقل من قرن من الزمان، رغم بقاء بعضها واستخدامه لاحقًا لتحديد فتحات الفومارول السابقة.
لذلك، فإن العديد من معادن الفومارول نادرة. و عثر على بعض المعادن الفومارولية في براكين حقبة الحياة الحديثة وقد توجد أيضًا في صخور الدهر السحيق.
تظهر هذه المعادن تراكيب فريدة مثل الهياكل الشبيهة بالفقاعات، والتي تتكون عند تبخر السائل الذي يرسب المعادن.

## البراكين

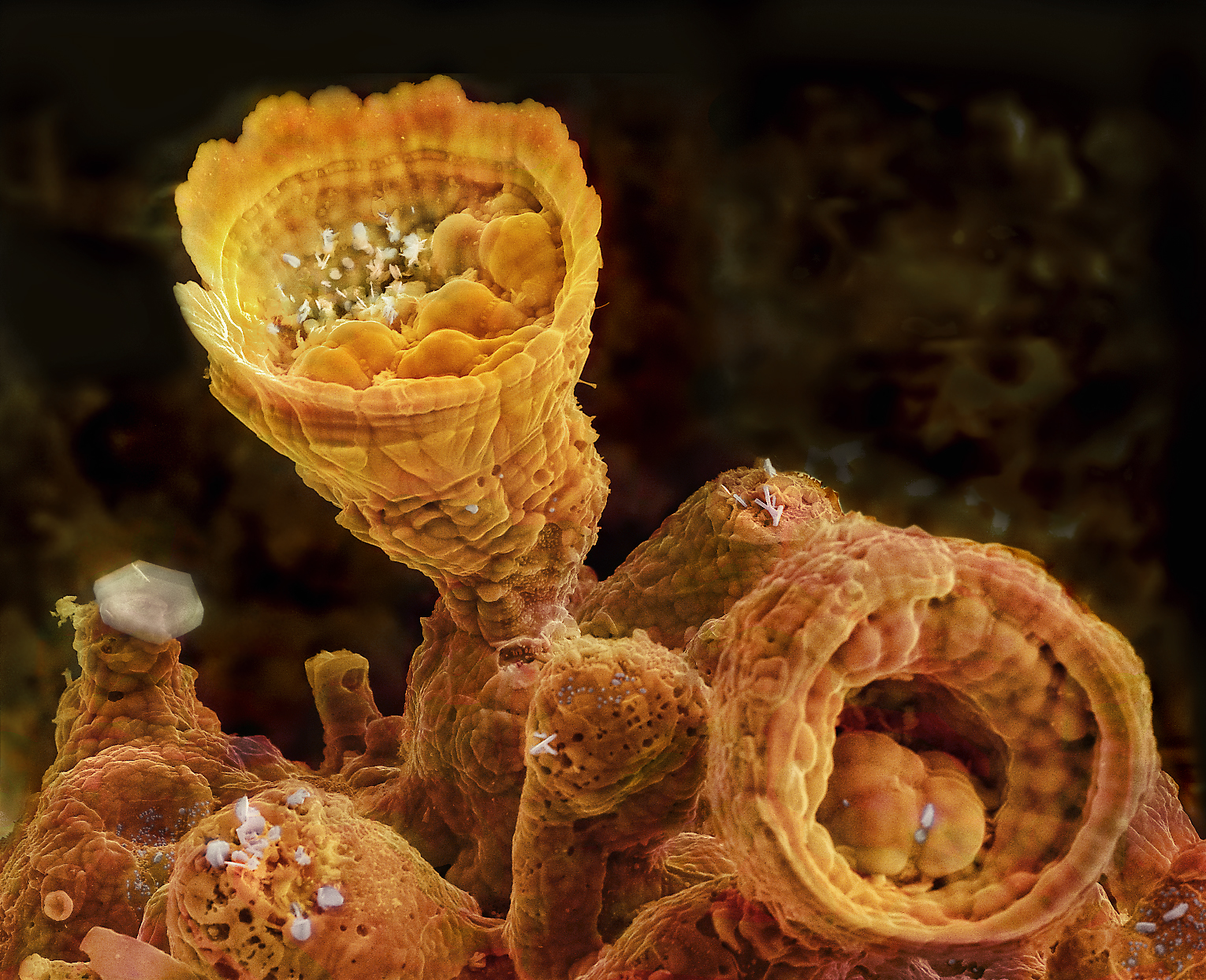
صور مجهرية إلكترونية للمعادن البركانية في بركان موتنوفسكي ، كامشاتكا

تجرى أبحاث حول معادن الفومارول في أمريكا الوسطى وروسيا وأوروبا، مع منشورات مفصلة عن براكين إيزالكو في السلفادور، وإلدفيل في أيسلنّدا، وفيزوف، وجزيرة البركان في إيطاليا، وجبل أوسو في اليابان، وكودريافي، وتولباتشيك في روسيا، وكيلاويا وجبل سانت هيلين في الولايات المتحدة.
توجد رواسب الكبريت التي تحتوي على معادن متسامية فومارولية في بركان جوالاتيري ولاستاريا في المنطقة البركانية الوسطى من جبال الأنديز. يُشتهر بركان كودريافي في جزر الكوريل بالمعادن العديدة التي تنتجها فوهاته البركانية وغناها بالرينيوم.
ومن بين العناصر الموجودة أيضًا سبائك النحاس والذهب والفضة. كما حددت العديد من المعادن القائمة على الكبريتات في سالتون بوتس بكاليفورنيا. كما أبلغ أيضًا عن المعادن الفومارولية في جبال الأنديز الغربية في بوليفيا.
يعد بركان تولباتشيك في كامشاتكا، روسيا، أبرز المواقع لاكتشاف أكبر عدد من المعادن الفورمالية، ويضم أحد أكثر التجمعات المعدنية تنوعًا في العالم،  مع وجود عدد من المعادنالمتوطنة.
درجات الحرارة المرتفعة والبيئة المؤكسدة للأبخرة التي تنقل العناصر في تولباتشيك يسهل ترسب المعادن. اكتشف مجموعة كبيرة من السيليكات وعدد من كلوريدات، سيلينيت،النحاس، والزنك والمعادن الفومارولية القائمة على النحاس في بركان تولباتشيك، كامشاتكا، روسيا. تتضمن العديد منها وحدات CuO4 البوليمرية.
حدد حوالي 240 معدنًا في تولباتشيك، 40 منها لم يدرس بالكامل. فسر خام الذهب المرتبط بالكلوريدات في تولباتشيك على أنه ناتج عن نقل الذهب بواسطة بيئات مؤكسدة، وغنية بالكلور.
تعرض عينات من المعادن الفورمالية من بركاني تولباتشيك وكودريافي في متحف فيرسمان للمعادن في موسكو .
تحتوي الحمم البركانية التاريخية لبركان فيزوف على معادن فومارولية. واكتشف معادن فومارولية متنوعة في جزيرة البركان في إيطاليا، حيث تغيرت المعادن بين عامي 1987-1990 بسبب زيادة حرارة أبخرة الفومارول، مما رفع تركيزات الكبريتات وأملاح الكبريت. كما عثر على معادن فومارولية في العديد من براكين الطين في سيبيريا.

## معرض الصور

صور مجهر مسح إلكتروني لمعادن الفومارول
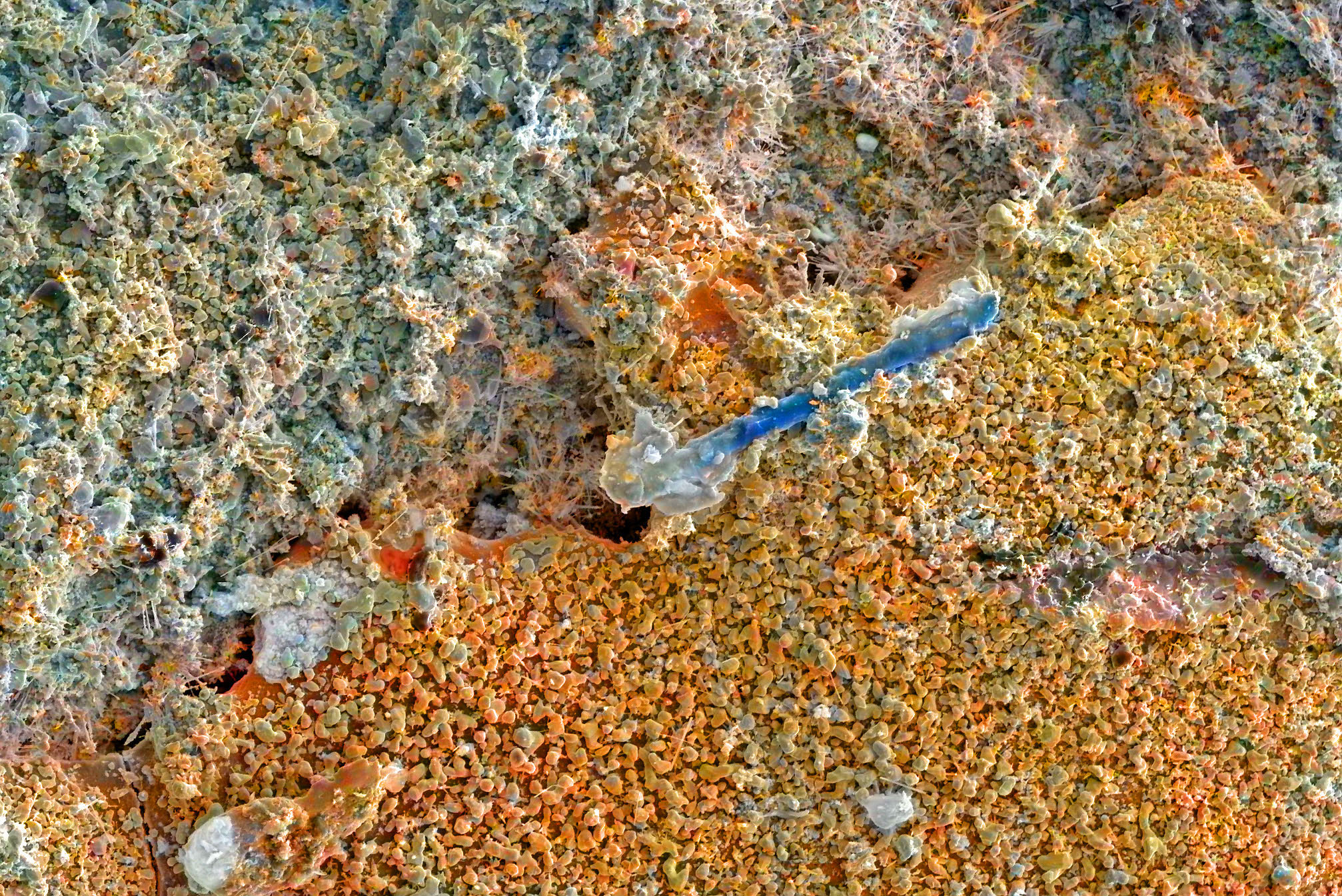
معادن فومارول بألوان طبيعية
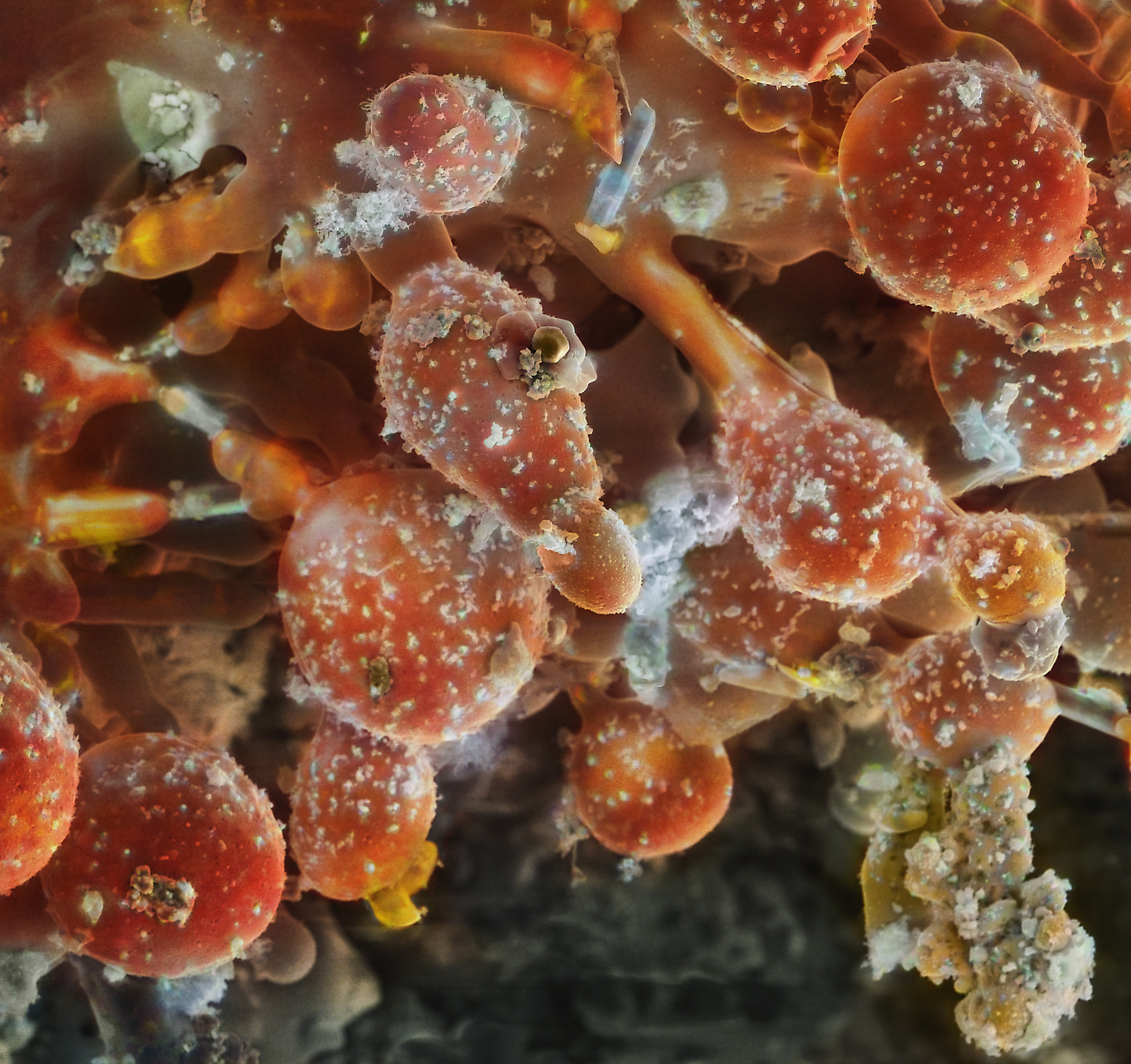
معادن فومارول بألوان طبيعية، موتنوفسكي، كامشاتكا
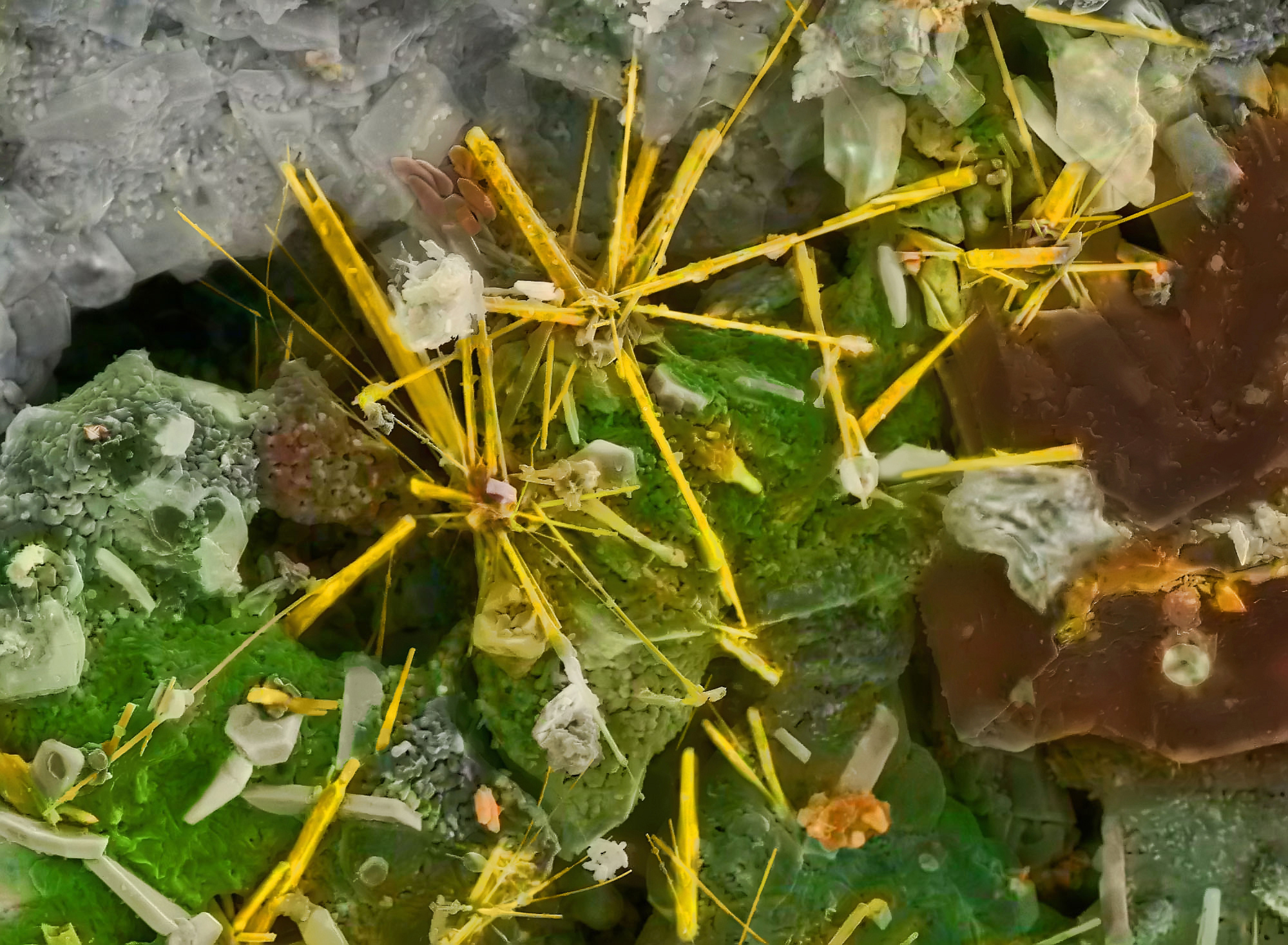
معادن فومارول، تولباتشيك، كامشاتكا

صور معادن الفومارول
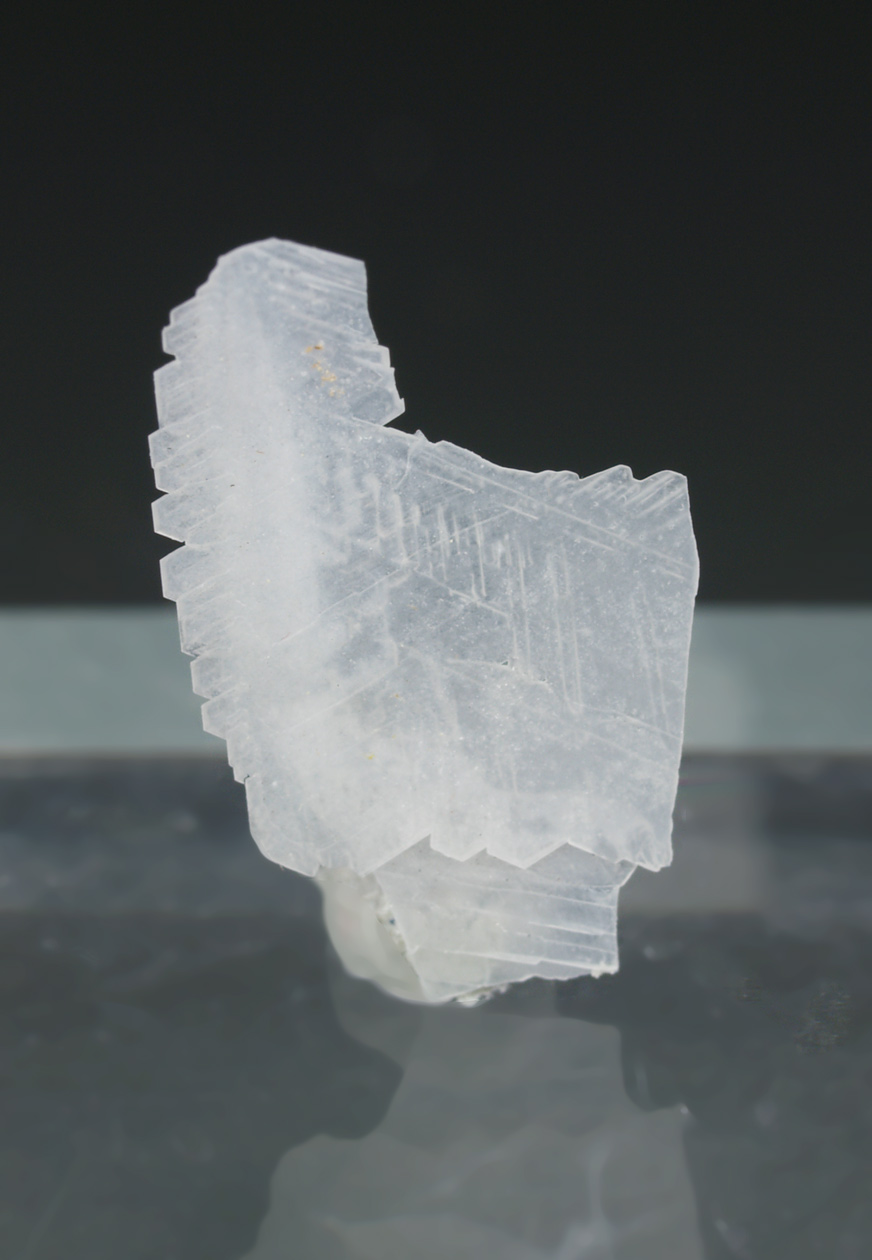
صورة للبيلومارينايت من تولباتشيك، كامشاتكا

### للقراءة الإضافية
- Borisov، Artem S.؛ Siidra، Oleg I.؛ Vlasenko، Natalia S.؛ Platonova، Natalia V.؛ Schuldt، Thies؛ Neuman، Mason؛ Strauss، Harald؛ Holzheid، Astrid (سبتمبر 2024). "The Yadovitaya fumarole, Tolbachik volcano: A comprehensive mineralogical and geochemical study and driving factors for mineral diversity". Geochemistry. ج. 84 ع. 3: 126179. Bibcode:2024ChEG...84l6179B. DOI:10.1016/j.chemer.2024.126179.
- Britvin, S. N.; Pekov, I. V.; Yapaskurt, V. O.; Koshlyakova, N. N.; Göttlicher, J.; Krivovichev, S. V.; Turchkova, A. G.; Sidorov, E. G. (14 Apr 2020). "Polyoxometalate chemistry at volcanoes: discovery of a novel class of polyoxocuprate nanoclusters in fumarolic minerals". Scientific Reports (بالإنجليزية). 10 (1): 6345. Bibcode:2020NatSR..10.6345B. DOI:10.1038/s41598-020-63109-1. ISSN:2045-2322. PMC:7156706. PMID:32286401.
- Cámara, Fernando; Gagne, Olivier C.; Uvarova, Yulia (1 Feb 2015). "New Mineral Names". American Mineralogist (بالإنجليزية). 100 (2–3): 658–663. Bibcode:2015AmMin.100..658C. DOI:10.2138/am-2015-NMN10024. ISSN:0003-004X. S2CID:199470275.
- Ganino, Clément; Libourel, Guy; Bernard, Alain (1 May 2019). "Fumarolic incrustations at Kudryavy volcano (Kamchatka) as a guideline for high-temperature (>850 °C) extinct hydrothermal systems". Journal of Volcanology and Geothermal Research (بالإنجليزية). 376: 75–85. Bibcode:2019JVGR..376...75G. DOI:10.1016/j.jvolgeores.2019.03.020. ISSN:0377-0273.
- Guy, Bernard; Thiéry, Vincent; Garcia, Daniel; Bascou, Jérôme; Broekmans, Maarten A.T.M. (1 Dec 2020). "Columnar structures in pyrometamorphic rocks associated with coal-bearing spoil-heaps burned by self-ignition, La Ricamarie, Loire, France" (PDF). Mineralogy and Petrology (بالإنجليزية). 114 (6): 465–487. Bibcode:2020MinPe.114..465G. DOI:10.1007/s00710-020-00719-7. ISSN:1438-1168. S2CID:221146105. Archived from the original (PDF) on 2025-06-30. Retrieved 2020-12-05.
- Keith, Terry E. C. (1 Apr 1991). "Fossil and active fumaroles in the 1912 eruptive deposits, Valley of ten thousand smokes, Alaska". Journal of Volcanology and Geothermal Research (بالإنجليزية). 45 (3): 227–254. Bibcode:1991JVGR...45..227K. DOI:10.1016/0377-0273(91)90061-4. ISSN:0377-0273. Archived from the original on 2024-06-28. Retrieved 2020-12-13.
- Kodosky, Lawrence G.; Keith, Terry E. C. (1 Mar 1993). "Factors controlling the geochemical evolution of fumarolic encrustations, Valley of Ten Thousand Smokes, Alaska". Journal of Volcanology and Geothermal Research (بالإنجليزية). 55 (3): 185–200. Bibcode:1993JVGR...55..185K. DOI:10.1016/0377-0273(93)90036-Q. ISSN:0377-0273. Archived from the original on 2023-10-30. Retrieved 2020-12-13.
- Pekov, Igor V.; Koshlyakova, Natalia N.; Zubkova, Natalia V.; Lykova, Inna S.; Britvin, Sergey N.; Yapaskurt, Vasiliy O.; Agakhanov, Atali A.; Shchipalkina, Nadezhda V.; Turchkova, Anna G. (1 Mar 2018). "Fumarolic arsenates − a special type of arsenic mineralization". European Journal of Mineralogy (بالإنجليزية). 30 (2): 305–322. Bibcode:2018EJMin..30..305P. DOI:10.1127/ejm/2018/0030-2718. ISSN:0935-1221. S2CID:134438306. Archived from the original on 2024-06-28. Retrieved 2020-12-06.
- Pinto, D.; Garavelli, A.; Mitolo, D. (1 Aug 2014). "Balićžunićite, Bi2O(SO4)2, a new fumarole mineral from La Fossa crater, Vulcano, Aeolian Islands, Italy". Mineralogical Magazine (بالإنجليزية). 78 (4): 1043–1055. Bibcode:2014MinM...78.1043P. DOI:10.1180/minmag.2014.078.4.15. ISSN:0026-461X. S2CID:131223258. Archived from the original on 2021-02-28. Retrieved 2020-12-05 – via ريسيرش غيت.
- Renggli, C. J.; Klemme, S. (1 Aug 2020). "Experimental constraints on metal transport in fumarolic gases". Journal of Volcanology and Geothermal Research (بالإنجليزية). 400: 106929. Bibcode:2020JVGR..40006929R. DOI:10.1016/j.jvolgeores.2020.106929. ISSN:0377-0273. S2CID:219452854. Archived from the original on 2024-06-28. Retrieved 2020-12-05.
- Shchipalkina, Nadezhda V.; Pekov, Igor V.; Koshlyakova, Natalia N.; Britvin, Sergey N.; Zubkova, Natalia V.; Varlamov, Dmitry A.; Sidorov, Eugeny G. (29 Jan 2020). "Unusual silicate mineralization in fumarolic sublimates of the Tolbachik volcano, Kamchatka, Russia – Part 1: Neso-, cyclo-, ino- and phyllosilicates". European Journal of Mineralogy (بالإنجليزية). 32 (1): 101–119. Bibcode:2020EJMin..32..101S. DOI:10.5194/ejm-32-101-2020. ISSN:0935-1221. Archived from the original on 2020-11-28. Retrieved 2020-12-06.
- Stoiber, Richard E.; Rose, William I. (1 Apr 1974). "Fumarole incrustations at active central american volcanoes". Geochimica et Cosmochimica Acta (بالإنجليزية). 38 (4): 495–516. Bibcode:1974GeCoA..38..495S. DOI:10.1016/0016-7037(74)90037-4. ISSN:0016-7037. Archived from the original on 2024-06-28. Retrieved 2020-12-13.
- Stracher, Glenn B.; Prakash, Anupma; Schroeder, Paul; McCormack, John; Zhang, Xiangmin; Dijk, Paul Van; Blake, Donald (1 Nov 2005). "New mineral occurrences and mineralization processes: Wuda coal-fire gas vents of Inner Mongolia". American Mineralogist (بالإنجليزية). 90 (11–12): 1729–1739. Bibcode:2005AmMin..90.1729S. DOI:10.2138/am.2005.1671. ISSN:0003-004X. S2CID:129398563. Archived from the original on 2018-06-02. Retrieved 2020-12-12.
- Vergasova, L. P.; Filatov, S. K.; Dunin-Barkovskaya, V. V. (1 Apr 2007). "Posteruptive activity on the First Cone of the Great Tolbachik Fissure Eruption and recent volcanogenic generation of bauxites". Journal of Volcanology and Seismology (بالإنجليزية). 1 (2): 119–139. Bibcode:2007JVolS...1..119V. DOI:10.1134/S0742046307020030. ISSN:1819-7108. S2CID:128613101. Archived from the original on 2018-06-07. Retrieved 2020-12-05.
- Yudovskaya، Marina A.؛ Distler، Vadim V.؛ Chaplygin، Ilya V.؛ Mokhov، Andrew V.؛ Trubkin، Nikolai V.؛ Gorbacheva، Sonya A. (مارس 2006). "Gaseous transport and deposition of gold in magmatic fluid: evidence from the active Kudryavy volcano, Kurile Islands". Mineralium Deposita. ج. 40 ع. 8: 828–848. Bibcode:2006MinDe..40..828Y. DOI:10.1007/s00126-005-0034-6. S2CID:128416311.